# یواس‌اس تکامسه (۱۸۶۳)
یواس‌اس تکامسه (۱۸۶۳) (به انگلیسی: USS Tecumseh (1863)) یک کشتی بود که طول آن ۲۲۳ فوت (۶۸٫۰ متر) بود. این کشتی در سال ۱۸۶۳ ساخته شد.